# Mémorial Polese
Le Mémorial Giuseppe Polese est une course cycliste italienne disputée autour de San Michele di Piave, frazione de la commune de Cimadolmo en Vénétie.
Cette épreuve fait partie du calendrier national de la Fédération cycliste italienne. Elle est ouverte aux coureurs espoirs (moins de 23 ans) et élites.

## Parcours
La course se tient sur un parcours d'environ 160 kilomètres sans difficultés majeures,. Elle est généralement propice aux sprinteurs.

## Palmarès depuis 2000
| Année | Vainqueur           | Deuxième             | Troisième         |
| ----- | ------------------- | -------------------- | ----------------- |
| 2000  | Andrea Ballan       | Juri Alvisi (it)     | Cristian Bariani  |
| 2001  | Francesco Chicchi   | Marco Menin          | Yuriy Metlushenko |
| 2002  | Guillermo Bongiorno | Enrico Grigoli       | Bruno Bertolini   |
| 2003  | non disputé         |                      |                   |
| 2004  | Marco Righetto      | Dušan Ganić          | Marco Gelain      |
| 2005  | non disputé         |                      |                   |
| 2006  | Fabrizio Amerighi   | Daniele Zuanon       | Rudy Saccon       |
| 2007  | Mauro Abel Richeze  | Andrea Pinos         | Michele Merlo     |
| 2008  | Jacopo Guarnieri    | Gianpolo Biolo       | Francesco Kanda   |
| 2009  | non disputé         |                      |                   |
| 2010  | Davide Gomirato     | Loris Paoli          | Matteo Pelucchi   |
| 2011  | Marco Gaggia        | Alex Buttazzoni      | Filippo Fortin    |
| 2012  | Andrea Magrin       | Andrea Dal Col       | Mattia Moresco    |
| 2013  | Fabio Chinello      | Nicolas Marini       | Matteo Malucelli  |
| 2014  | Michele Zanon       | Davide Gomirato      | Daniele Cazzola   |
| 2015  | Filippo Calderaro   | Marco Maronese       | Michele Zanon     |
| 2016  | Marco Maronese      | Francesco Delledonne | Stefano Vettorel  |
| 2017  | Giovanni Lonardi    | Alessio Brugna       | Alberto Dainese   |
| 2018  | Giovanni Lonardi    | Umberto Marengo      | Filippo Tagliani  |
| 2019  | Giulio Masotto      | Yuri Colonna         | Gregorio Ferri    |
| 2020  | Filippo Baroncini   | Jonathan Milan       | Samuele Zambelli  |
| 2021  | non disputé         |                      |                   |
| 2022  | Nicolás Gómez       | Cristian Rocchetta   | Federico Burchio  |
| 2023  | Anders Foldager     | Alberto Bruttomesso  | Kevin Bonaldo     |
| 2024  | Alessio Menghini    | Cristian Rocchetta   | Nicoló Arrighetti |
| 2025  | Gabriele Bessega    | Tommaso Bambagioni   | Luca Cretti       |